# Żeleźce

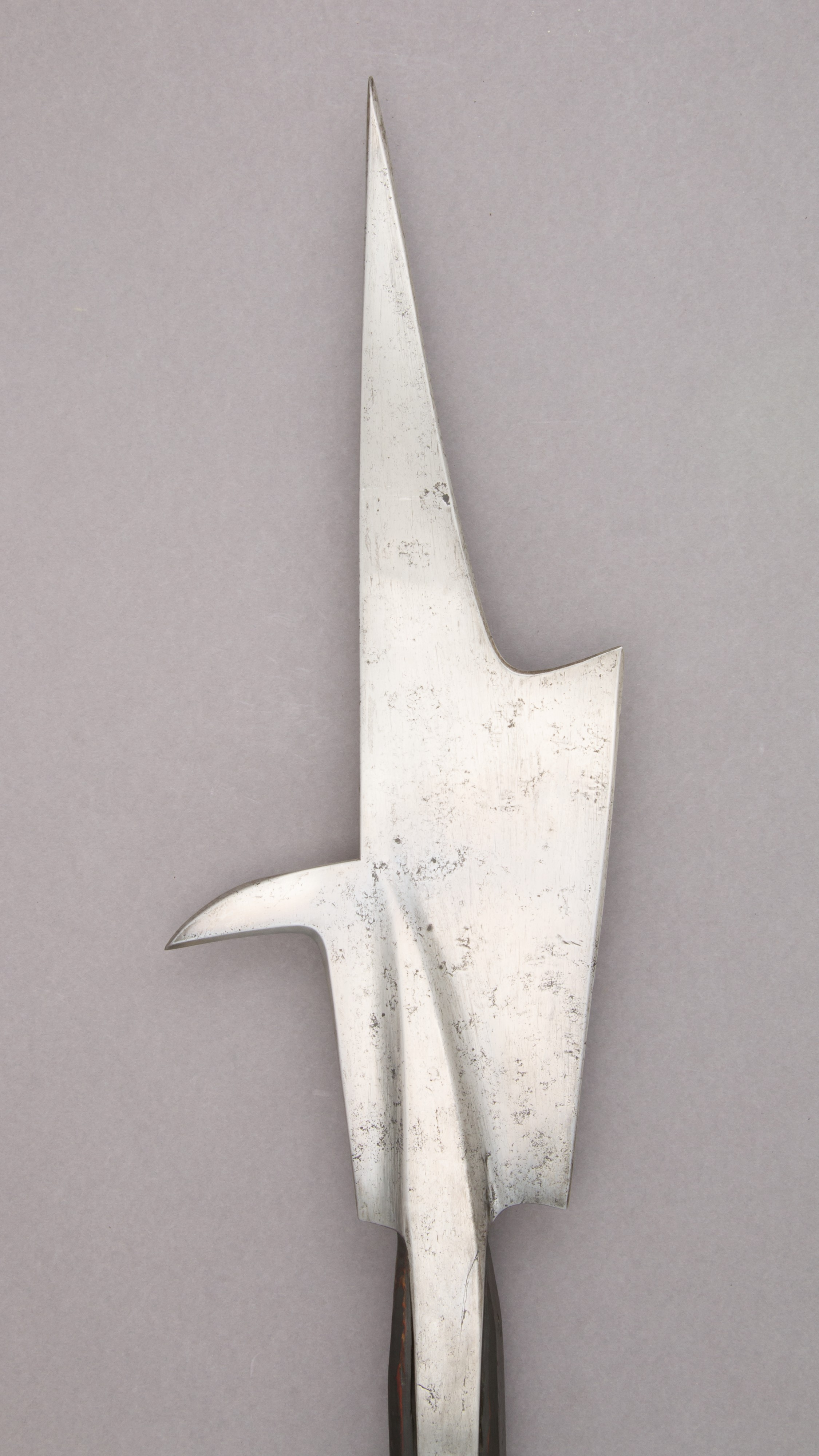
Żeleźce halabardy

Żeleźce – żelazne, a raczej metalowe zakończenie broni drzewcowej i obuchowej. W broni drzewcowej występuje w postaci grotu (np. dzida, kopia) o różnych formach (np. glewia, szponton), niekiedy rozbudowanego o elementy sterczące na boki w formie kolców (np. korseka, runka) lub haka (np. gizarma, halabarda), osadzonego na drzewcu za pomocą tulei. Niektóre typy grotów broni drzewcowej, jak np. berdysz, miały dodatkowy element w postaci toporka, zwanego niekiedy bartą lub okszą.
W broni obuchowej żeleźce przybiera formę topora (np. ciupaga, czekan), młota (np. młot bojowy, młot rycerski) bądź głowicy (np. buława, buzdygan), osadzonych na trzonku za pomocą tzw. osady. Niektóre odmiany broni obuchowej, jak np. nadziak, mają jedną stronę żeleźca zakończoną ostrym dziobem.